# Exarchat apostolique d'Italie des Ukrainiens
L'exarchat apostolique d'Italie  est une Église particulière de l'Église grecque-catholique ukrainienne, une des Églises catholiques orientales en communion avec l'Église latine.
Créé le 11 juillet 2019, son siège est en l'église Santi Sergio e Bacco à Rome.
À sa création en 2019, l'exarchat rassemble 70 000 fidèles grecques-catholiques ukrainiens en Italie, répartis en 145 communautés et servis par 62 prêtres.

## Liste des exarques d'Italie
- 11 juillet 2019 - 24 octobre 2020 : vacant
  - 11 juillet 2019 - 24 octobre 2020 : Angelo De Donatis, vicaire de Rome, administrateur apostolique
  - 5 septembre 2019 - 24 octobre 2020 : Dionisio Lachovicz (en), O.S.B.M., délégué apostolique
- 24 octobre 2020 - 7 mars 2025 : Dionisio Lachovicz, O.S.B.M.
- depuis le 7 mars 2025 : vacant
  - depuis le 7 mars 2025 : Hryhoriy Komar (en), administrateur apostolique

### Articles liés
- Église catholique en Italie
- Liste des diocèses et archidiocèses d'Italie